# Sarıkaya, Midyat
Sarıkaya là một xã thuộc huyện Midyat, tỉnh Mardin, Thổ Nhĩ Kỳ. Dân số thời điểm năm 2010 là 277 người.